# 고성 철마산성
고성 철마산성(固城 鐵馬山城)은 대한민국 경상남도 고성군 동해면에 있는 산성이다.
1983년 12월 20일 경상남도의 문화재자료 제91호 철마산성으로 지정되었다가, 2018년 12월 20일 현재의 명칭으로 변경되었다.

## 현지 안내문
봉수대는 높은 산봉우리에 봉화를 올릴 수 있게 설비해 놓은 곳이다. 봉수는 과거 횃불[烽]과 연기[燧]로 적의 침입을 중앙에 알리던 군사 통신 수단이었다. 곡산 봉수대는 구절산의 북서쪽으로 뻗은 주능선의 봉우리(해발 316m)에 있다. 구절산의 주능선 봉우리는 정상부에는 서봉과 동봉으로 나뉘어있는데, 봉수대는 서봉에 있다. 서북쪽으로는 당항만과 인접하고, 동쪽으로는 철마산성, 남쪽으로는 거류산성과 일정 거리를 두고 인접해 있다. 곡산 봉수대는 세종 7년(1425) 이전에 쌓아 올렸고, 고종 31년(1894)에 없앴다. 곡산 봉수대는 국경이나 해안가 최전방에 설치되어 적의 침입을 알리는 역할을 하는 연변봉수(沿邊烽燧)였다. 곡산 봉수대는 조선 시대의 봉수 노선 중에 경상도의 동래에서 경북, 충북, 경기도를 거쳐 중앙봉수로 연결되는 제2로에 포함되는데 천왕 봉수대와 마산 가을포의 봉수대에 신호를 연결하였다.
2004년에 경남고고학연구소의 발굴 조사에서 곡산 봉수대의 구조가 밝혀졌는데, 봉수대는 단면이 ‘요(凹)’ 자인 평면 타원형으로 고성 천왕점 봉수대와 형태가 매우 비슷하다. 규모는 높이가 지형에 따라 1.5m~2m이고, 전체 둘레 70m 가량이다. 방호벽은 주변의 자연석과 모양이 일정하지 않은 작은 돌인 할석(割石)을 사용하여 쌓았고 아래쪽에는 큰 돌을, 위쪽에는 작은 돌을 쌓아 올렸다. 내부에는 주먹만 한 돌로 메워서 구축한 것으로 보인다. 방호벽의 평평한 윗부분에 불을 피우는 아궁이인 연조(煙槽) 5기가 설치되어 있으며, 방호벽과 연조 이외에 출입 시설, 경작지로 추정되는 곳 등이 조사되었다. 5기의 연조는 같은 간격으로 배치된 것이 아니라, 남동쪽에 2기, 북서쪽 3기로 군을 이루고 있다. 구조는 불을 내뿜는 부분인 화구부를 제외한 가장자리에 할석을 3단 정도 쌓아서 원형과 직사각형 모양인 방형으로 돌려져 있다. 규모는 지름이 1.6~2m 정도이며, 일부 연조의 내부에는 검은 재가 가득 차 있었다. 동쪽에서 계단식 형태로 된 출입 시설이 한 군데 확인되었는데 폭은 1.5m, 길이는 5m 정도이다. 이런 형태의 출입 시설 형태는 포항 뇌성, 거제 지세포의 봉화대의 출입 시설 형태와 비슷하다.

## 참고 자료
- 고성 철마산성 - 국가유산청 국가유산포털